# Elmohardyia parva
Elmohardyia parva är en tvåvingeart som beskrevs av Silva Menezes och José Albertino Rafael 1997. Elmohardyia parva ingår i släktet Elmohardyia och familjen ögonflugor. Inga underarter finns listade i Catalogue of Life.